# Stuwwal

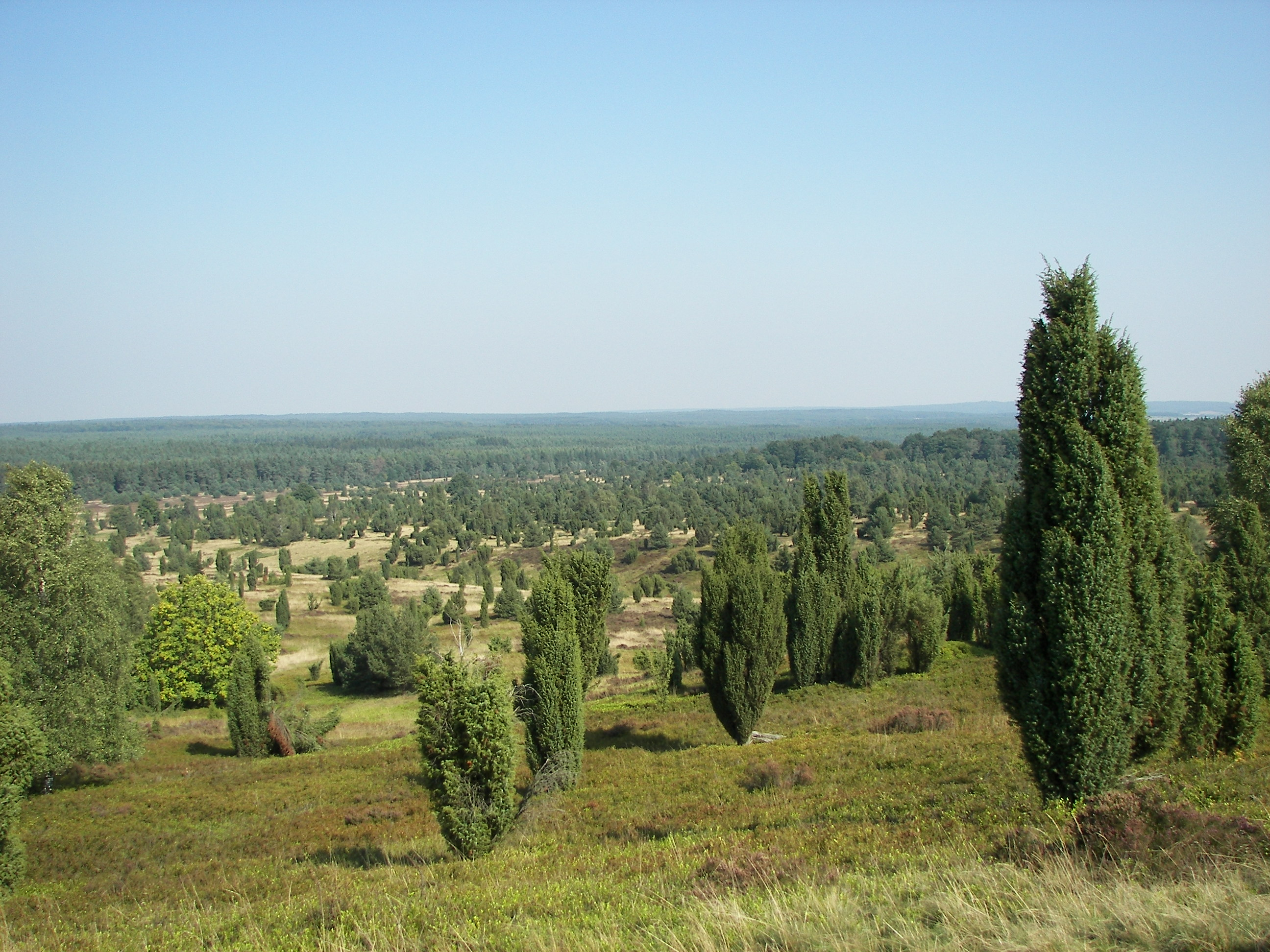
Uitzicht over de Lüneburger Heide vanaf de Wilseder Berg, die in de voorlaatste ijstijd door gletsjers is opgestuwd.

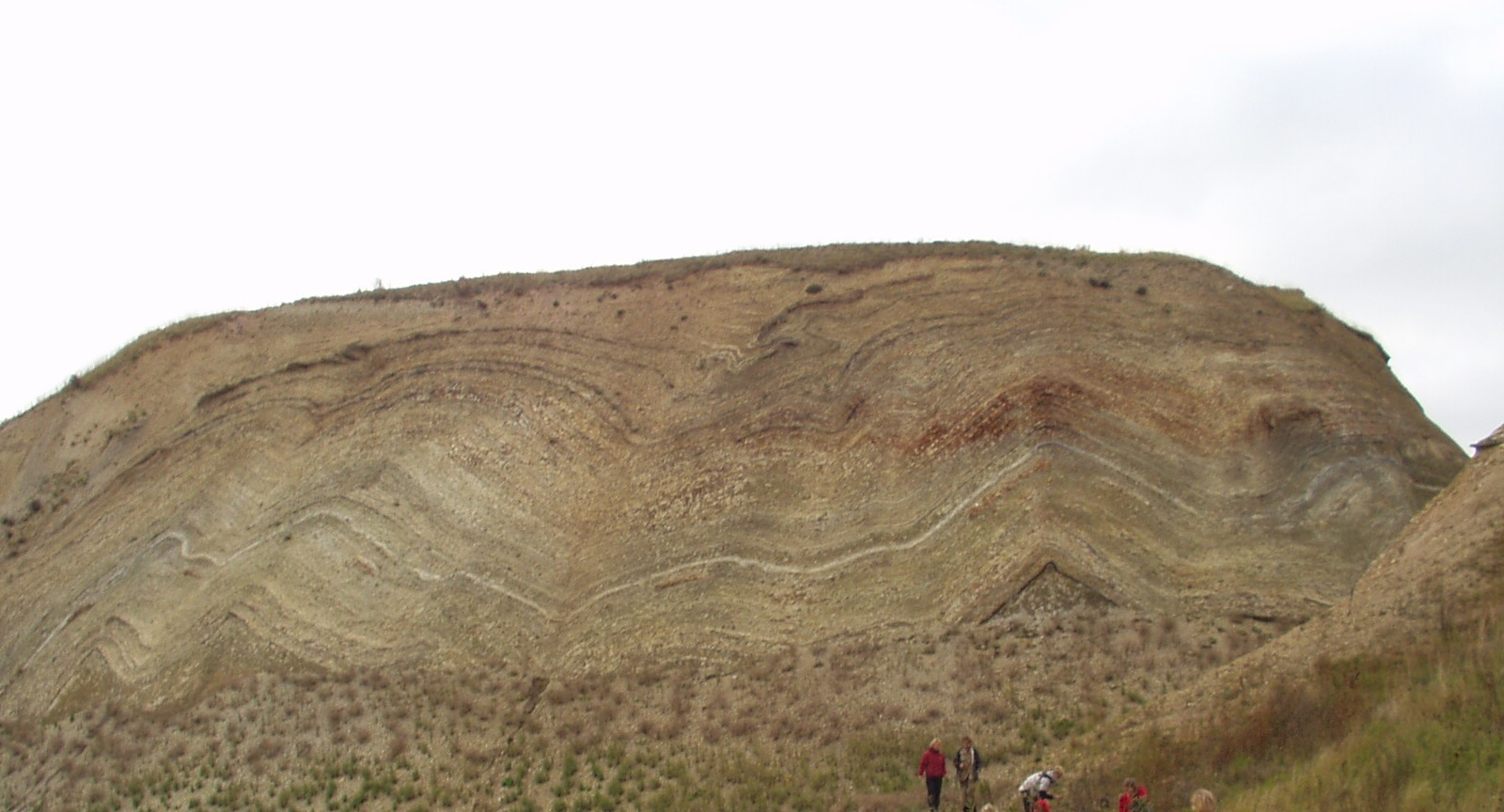
Gedurende het Weichselien opgestuwd diatomiet (Eoceen) nabij Ejerslev in Noord-Jutland, Denemarken

Een stuwwal is een rug in het landschap, die bestaat uit door een ijstong van het landijs opgestuwd materiaal. Stuwwallen bestaan vooral uit sedimenten die al afgezet waren vóór de ijsbedekking. In Nederland bestaan stuwwallen voornamelijk uit opgestuwde zandige en grindhoudende rivierafzettingen. Deze zijn afgezet door de Rijn, Maas en oostelijke rivieren gedurende het Midden Pleistoceen. Ze verschillen daarmee van morenes, zoals die in berggebieden voorkomen. Deze bestaan namelijk volledig uit materiaal dat door ijs is meegevoerd. Wel kan er lokaal morenemateriaal (in Nederland keileem genoemd) voorkomen in een stuwwal. Vaak wordt de stuwwal geflankeerd door een depressie in het landschap. Dit is het restant van een glaciaal bekken, van waaruit de sedimenten door het ijs zijn opgedrukt. Vroeger waren de stuwwallen hoger, maar door erosie is de stuwwal afgevlakt.

## Stuwwallen in Nederland en Duitsland

### Stuwwallen op de lijn Haarlem-Amsterdam-Utrecht-Nijmegen
In Nederland zijn op de lijn Haarlem-Amsterdam-Utrecht-Nijmegen stuwwallen te vinden, die gevormd zijn tijdens de maximale ijsuitbreiding in het Saale-glaciaal (Drente stadiaal). Deze stuwwallen bestaan uit zand en grind dat door grote rivieren, zoals de Rijn, Maas en de oostelijke rivieren (onder andere het Eridanosriviersysteem) vóór de ijsbedekking was afgezet. De westelijkste stuwwallen bij Haarlem en Amsterdam zijn grotendeels geërodeerd en bedekt door jongere afzettingen. De westelijkste zichtbare stuwwal in het midden van het land is de Utrechtse Heuvelrug, met inbegrip van een noordelijke uitloper in Het Gooi en met de Grebbeberg (52 m boven NAP) als zuidoostelijkste punt.
Het grootste stuwwallencomplex is de Veluwe. De Veluwe bestaat uit verschillende stuwwallen, waaronder de Oost-Veluwestuwwal tussen Arnhem en Hattem, die de grootste stuwwal van Nederland is en met een top op 109,9 m boven NAP bij het Signaal Imbosch ook het hoogste punt is van het Europese deel van Nederland buiten Zuid-Limburg. De stuwwal tussen Arnhem en Wageningen kent aan de zuidzijde verschillende steile hellingen als gevolg van vroegere erosie door de Rijn, zoals bij de Fonteinallee in Doorwerth en bij de Boersberg (36 m boven NAP), de Noordberg (26 m boven NAP) en de Wageningse Berg (42 m boven NAP).
Ook de stuwwal tussen Nijmegen en Kleef (onderdeel van de Nederrijnse Heuvelrug) is een groot stuwwalcomplex, dat waarschijnlijk ooit één geheel vormde met de stuwwal van Montferland met de Hettenheuvel bij Braamt (92 m boven NAP) en de heuvel Montferland (67 m boven NAP). Tijdens en na de laatste ijstijd (Weichselien) is de verbinding tussen Kleef en Montferland door de Rijn geërodeerd en weggespoeld, waarbij de Gelderse Poort ontstond.

### Stuwwallen in Oost-Nederland
Ook in Twente liggen verspreid diverse stuwwallen. De grote stuwwalcomplexen in Twente bestaan vooral uit Tertiaire afzettingen en keileem. Bij Oldenzaal ligt het hoogste punt van Overijssel, de Tankenberg (85 m boven NAP). Aan de westrand van Twente vinden we de Sallandse Heuvelrug (78 m boven NAP). In de Achterhoek liggen de lagere Needse Berg (35 m boven NAP) en Lochemse Berg (49 m boven NAP). Deze stuwwallen bestaan grotendeels uit Pleistocene rivierafzettingen.

### Stuwwallen in Noord-Nederland
In het noorden van Nederland vinden we een reeks stuwwallen op de lijn Texel-Wieringen-Gaasterland-Urk-Land van Vollenhove-Steenwijk-Coevorden. Deze stuwwallen bestaan grotendeels uit opgestuwde keileem en zijn veel lager dan de stuwwallen in Midden-Nederland. De grootste stuwwal op deze lijn is het boogvormige stuwwalcomplex van Steenwijk, waarop de Woldberg (26 m boven NAP) en de Havelterberg liggen. In het oosten van Groningen komen kleine keileembulten voor, die beschouwd worden als stuwwallen, zoals de Onstwedder Holte met een hoogte van 12 m boven NAP.

### Stuwwallen in Duitsland
In Duitsland vinden we nog hogere stuwwallen zoals de Dammer Berge ten zuiden van Vechta en de Wilseder Berg (bijna 170 m boven NAP) op de Lüneburger Heide. Meer naar het zuidoosten, in de buurt van Hannover, komen ook oudere stuwwallen, uit het Elster-glaciaal, voor. In het noordoosten van Duitsland liggen stuwwallen uit de laatste ijstijd. In het uiterste westen van Duitsland bevindt zich de Niederrheinischer Höhenzug. Deze stuwwal strekt zich, met verschillende onderbrekingen, uit in een boog op de westoever van de Rijn vanaf Krefeld tot aan Nijmegen in Nederland. De stuwwal tussen Nijmegen en Kleef, met zijn typerende W-vorm, is op de kaart van de Niederrheinischer Höhenzug duidelijk herkenbaar.